# Argyrolepidia caeruleotincta
Argyrolepidia caeruleotincta là một loài bướm đêm trong họ Noctuidae.